# مانورچی

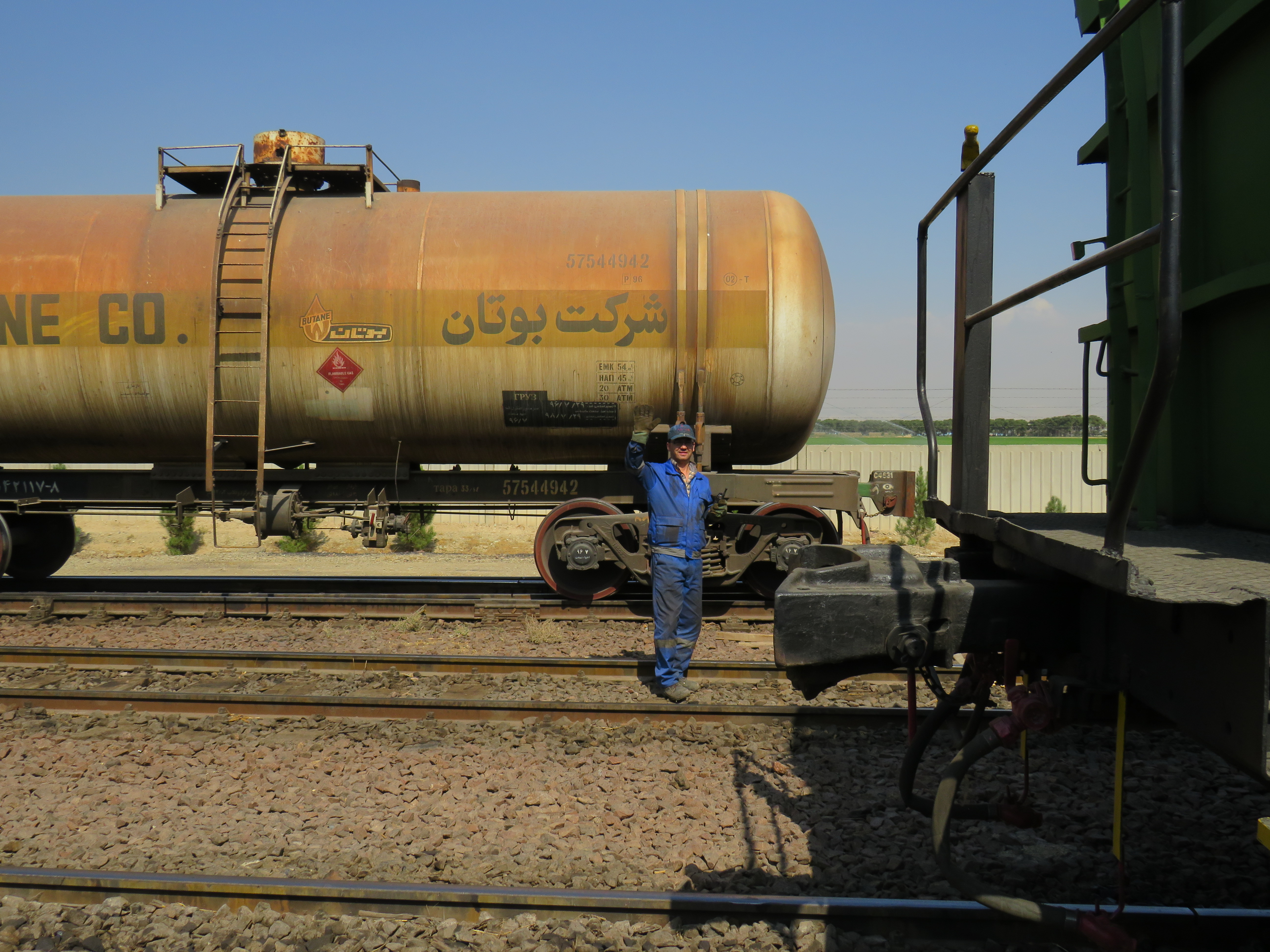
مانورچی در حال مانور قطار باری در ایستگاه راه‌آهن آپرین

مانورچی در راه‌آهن به شخصی گفته می‌شود که عملیات اتصال قلاب‌ها و آزادسازی واگن‌ها را در عملیات مانور در ایستگاه انجام می‌دهد.
عملیات مانور هم‌زمانی شکل می‌گیرد که اگر یکی از واگن‌ها قطار مشکل داشته باشد و بخواهد با یک واگن دیگر تعویض گردد.
و یا اینکه قرار بر این باشد یک قطار جدید بر طبق چیدمان خاص تشکیل شود.

## وظایف مانورچی
- انداختن قلاب‌ها و اطمینان از صحیح بسته شدن قلاب
- اتصال لوله هوای قطار
- بازدید قطار در هنگام مانور
- بستن ترمز دستی و گذاشتن کفش خط در هنگام توقف

## محل کار
مانورچی‌ها معمولاً در ایستگاه‌هایی که قابلیت مانور قطار باری و مسافری را دارند مشغول به فعالیت هستند.
مانورچی‌ها زیر نظر سرمانورچی و اداره سیروحرکت مشغول به کار هستند.